# Formica laeviceps
Formica laeviceps es una especie de hormiga del género Formica, familia Formicidae. Fue descrita científicamente por Creighton en 1940.
Se distribuye por los Estados Unidos. Se ha encontrado a elevaciones de hasta 1707 metros. Vive en microhábitats como rocas, piedras y nidos.